# San Miguel, Bohol
San Miguel là đô thị hạng 4 ở tỉnh Bohol, Philippines. Theo điều tra dân số năm 2007, đô thị này có dân số 22.199 người.

## Các đơn vị hành chính
San Miguel về mặt hành chính được chia thành 18 khu phố (barangay).
| - Bayongan - Bugang - Cabangahan - Kagawasan - Camanaga - Cambangay Norte - Capayas - Corazon - Garcia | - Hagbuyo - Caluasan - Mahayag - Poblacion - San Isidro - San Jose - San Vicente - Santo Niño - Tomoc |